# Abd-ar-rahman (1845–1901)

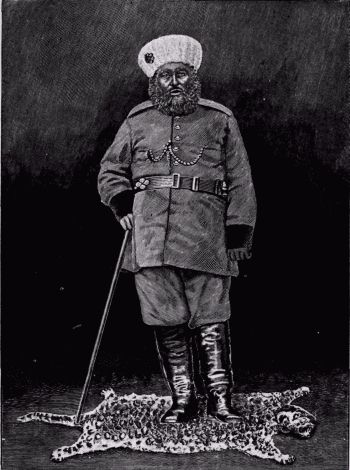
Abd-ar-rahman

Abdur Rahman (Abd-ur-rahman, Abd-ar-rahman, Abdul Rahman) född 1845 (?), död 1901, var emir av Afghanistan, son till Mohammad Afzal Khan och sonson till Dost Muhammed. Han tillhörde den pashtunska Barakzaidynastin. Afghanistan var vid denna tid i praktiken ett brittiskt protektorat, med rätt till inre självstyre men utan egen utrikespolitik.

## "Järnemiren"
När emiren Dost Muhammed dog 1863 utbröt strider mellan hans ättlingar. Efter andra anglo-afghanska kriget lyckades sonsonen Abdur Rahman 1880 bli erkänd av engelsmännen som emir. Han accepterade Afghanistans roll som buffertstat mellan Ryssland och Storbritannien och tog sig med engelsmännens stöd uppgiften att ena det splittrade stamsamhället till en modern nation med stark centralmakt. För detta använde han mycket hårda metoder och blev kallad "The iron emir" - Järnemiren. Han fick ekonomiskt och militärt stöd från Storbritannien. Han tvångsförflyttade pashtunska stammar från landets södra delar till nordligare områden som beboddes av andra folk än pashtuner och han skapade en centralstyrd administration som inte byggde på traditionella stam- och klanlojaliteter.
Hazarerna i de centrala högländerna gjorde uppror för att försvara sin självständighet men besegrades och tvingades avstå mycket av sin mark till ditflyttade pashtuner och pashtunska kuchi-nomader. Resultatet av ett andra uppror blev vad som av flera källor kallas ett folkmord, som utplånade uppskattningsvis 60 procent av den hazariska folkgruppen. Abdur Rahman utnyttjade de huvudsakligen sunnimuslimska pashtunernas religiösa avståndstagande från de shiamuslimska hazarerna. Han skickade 1890 en stor armé till Hazarajat, bestående av 40-50 000 regeringssoldater till fots och till häst, 100 000 civila pashtuner samt ett antal brittiska rådgivare. Hazarerna fördrevs från sina hem, massakrerades eller tillfångtogs och såldes som slavar, och det finns vittnesmål om att emiren lät bygga torn av dödade hazarers huvuden för att avskräcka andra från att göra uppror.
Under Abdur Rahmans regeringstid ändrades Afghanistans gränser flera gånger genom beslut från Ryssland och Storbritannien. Panjdeh-krisen 1885 ledde till en för Afghanistan ogynnsam dragning av den tidigare oklara gränsen mot Ryssland. 1895-96 beslutade en brittisk-rysk kommission att Afghanistan skulle ansvara för den smala Wakhankorridoren mellan bergsmassiven Pamir och Hindukush, för att de båda stormakterna inte skulle ha en gemensam gräns. 1893 drogs Durandlinjen som gräns mellan Afghanistan och Brittiska Indien (nuvarande Pakistan), utan att Afghanistan accepterade den som formell gräns.
Abdur Rahman arbetade för att modernisera Afghanistan, bjöd in utländska läkare, ingenjörer och tryckare och sökte europeisk rådgivning om sådant som transportsystem och bevattning. Han uppmuntrade också etablering av små tillverkingsindustrier och importerade europeisk teknisk utrustning. Samtidigt ville han inte bygga järnvägar eftersom han befarade att det skulle underlätta för utländsk militär att ta överlandet. Med vissa undantag i Kabul utvecklade han heller inget modernt utbildningssystem.  Han var gift med Babo Jan, som agerade som hans rådgivare. 
Efter sin död 1901 efterträddes Abdur Rahman av sin son Habibullah.
Hans självbiografi utkom 1900 i engelsk översättning ("The life of Abdur Rahman, amir of Afghanistan", 2 band).